# Danh sách di sản văn hóa Tây Ban Nha được quan tâm ở Campos, Mallorca
Danh sách di sản văn hóa Tây Ban Nha được quan tâm ở Campos, Mallorca.
| Tên                                                                  | Dạng                             | Địa điểm                                              | Tọa độ                                        | Số hồ sơ tham khảo? | Ngày nhận danh hiệu? | Hình ảnh                                                                                      |
| -------------------------------------------------------------------- | -------------------------------- | ----------------------------------------------------- | --------------------------------------------- | ------------------- | -------------------- | --------------------------------------------------------------------------------------------- |
| Atalaya sa Rápita (Tháp Son Durí)                                    | Di tích Kiến trúc phòng thủ Tháp | Campos                                                | 39°21′45″B 2°57′12″Đ / 39,362514°B 2,953302°Đ | RI-51-0008377       | 30-11-1993           | Atalaya de sa Rápita · Upload image                                                           |
| Can Cos (Ayuntamiento Campos)                                        | Di tích Kiến trúc dân sự         | Campos Plaza Mayor, 1                                 | 39°25′51″B 3°01′11″Đ / 39,430749°B 3,019588°Đ | RI-51-0008386       | 30-11-1993           | Can Cos · Upload image                                                                        |
| Can Dometo                                                           | Di tích Kiến trúc phòng thủ      | Campos                                                | 39°22′33″B 3°01′28″Đ / 39,375799°B 3,024495°Đ | RI-51-0008384       | 30-11-1993           | Upload image                                                                                  |
| Quần thể sitjots Son Barbut Vell (Es Cuitor sa Talaia)               | Di tích Khảo cổ học              | Campos                                                | 39°26′17″B 3°03′57″Đ / 39,438065°B 3,065969°Đ | RI-51-0001913       | 10-09-1966           | Upload image                                                                                  |
| Quần thể tiền sử Sa Canoveta (Es Mirabons)                           | Di tích Khảo cổ học              | Campos                                                | 39°21′44″B 3°01′10″Đ / 39,362211°B 3,019571°Đ | RI-51-0001893       | 10-09-1966           | Upload image                                                                                  |
| Quần thể tiền sử ses Sitjoles (Can Jaume des Pletó)                  | Di tích Khảo cổ học              | Campos                                                | 39°24′35″B 2°56′58″Đ / 39,409689°B 2,949541°Đ | RI-51-0001908       | 10-09-1966           | Upload image                                                                                  |
| Quần thể tiền sử Son Catlar Nou (Sa Marina, Central)                 | Di tích Khảo cổ học              | Campos                                                |                                               | RI-51-0001926       | 10-09-1966           | Upload image                                                                                  |
| Quần thể tiền sử Son Catlar Nou (Sa Marina, Nor-Oeste)               | Di tích Khảo cổ học              | Campos                                                |                                               | RI-51-0001927       | 10-09-1966           | Upload image                                                                                  |
| Quần thể tiền sử Son Catlar Nou (Sa Marina, Sur-Este)                | Di tích Khảo cổ học              | Campos                                                | 39°22′25″B 2°57′09″Đ / 39,373476°B 2,95247°Đ  | RI-51-0001925       | 10-09-1966           | Upload image                                                                                  |
| Quần thể tiền sử Son Catlar Nou (Sa Màniga)                          | Di tích Khảo cổ học              | Campos                                                | 39°22′29″B 2°57′14″Đ / 39,374828°B 2,953874°Đ | RI-51-0001924       | 10-09-1966           | Upload image                                                                                  |
| Cruz Noreta (Cruz s'Hort d'en Xelí)                                  | Di tích Hành trình               | Campos Calle de Santanyí y calle de sa Síquia         | 39°25′43″B 3°01′15″Đ / 39,428521°B 3,0208°Đ   | RI-51-0010272       | 25-09-1998           | Cruz D'en Noreta, o Cruz de s'Hort d'en Xelí · Upload image                                   |
| Cruz Sa Parada                                                       | Di tích Hành trình               | Campos                                                | 39°26′11″B 3°00′58″Đ / 39,436427°B 3,015987°Đ | RI-51-0010271       | 25-09-1998           | Upload image                                                                                  |
| Cruz Sant Blai                                                       | Di tích Hành trình               | Campos Carretera de Campos a la Colonia de Sant Jordi | 39°24′35″B 3°01′42″Đ / 39,409622°B 3,02821°Đ  | RI-51-0010276       | 25-09-1998           | Upload image                                                                                  |
| Cruz Valero                                                          | Di tích Hành trình               | Campos Calle del Palmer                               | 39°25′37″B 3°01′19″Đ / 39,426921°B 3,021938°Đ | RI-51-0010274       | 25-09-1998           | Cruz de Valero · Upload image                                                                 |
| Cruz Verdera                                                         | Di tích Hành trình               | Campos Calle de sa Ràpita y calle de ses Estrelles    | 39°25′53″B 3°00′57″Đ / 39,43132°B 3,015708°Đ  | RI-51-0010275       | 25-09-1998           | Upload image                                                                                  |
| Cruz Pont Nou                                                        | Di tích Hành trình               | Campos Plaça de Mateu Prohens                         | 39°25′54″B 3°01′19″Đ / 39,431667°B 3,021944°Đ | RI-51-0010273       | 25-09-1998           | Cruz del Pont Nou · Upload image                                                              |
| Hang Can Corem                                                       | Di tích Khảo cổ học              | Campos                                                | 39°27′03″B 2°59′38″Đ / 39,450698°B 2,994026°Đ | RI-51-0001890       | 10-09-1966           | Upload image                                                                                  |
| Hang Es Figueral (Cova d'en Benavent)                                | Di tích Khảo cổ học              | Campos                                                | 39°23′57″B 3°03′56″Đ / 39,399139°B 3,065689°Đ | RI-51-0001900       | 10-09-1966           | Upload image                                                                                  |
| Hang Es Figueral (Cova d'en Verdera)                                 | Di tích Khảo cổ học              | Campos                                                |                                               | RI-51-0001901       | 10-09-1966           | Upload image                                                                                  |
| Hang Es Figueral (Cova Sa Partió)                                    | Di tích Khảo cổ học              | Campos                                                |                                               | RI-51-0001902       | 10-09-1966           | Upload image                                                                                  |
| Hang Es Figueral (Es Turó)                                           | Di tích Khảo cổ học              | Campos                                                | 39°23′26″B 3°04′43″Đ / 39,39048°B 3,078582°Đ  | RI-51-0001899       | 10-09-1966           | Upload image                                                                                  |
| Hang Es Figueral (Sa Pleta)                                          | Di tích Khảo cổ học              | Campos                                                |                                               | RI-51-0001898       | 10-09-1966           | Upload image                                                                                  |
| Hang Es Figueral (Ses Cases)                                         | Di tích Khảo cổ học              | Campos                                                |                                               | RI-51-0001897       | 10-09-1966           | Upload image                                                                                  |
| Hang Es Ravellar (Darrera ses cases)                                 | Di tích Khảo cổ học              | Campos                                                | 39°25′30″B 2°58′29″Đ / 39,425105°B 2,974858°Đ | RI-51-0001904       | 10-09-1966           | Upload image                                                                                  |
| Hang Es Ravellar (Es Fiegueral)                                      | Di tích Khảo cổ học              | Campos                                                | 39°25′35″B 2°58′30″Đ / 39,426457°B 2,975102°Đ | RI-51-0001905       | 10-09-1966           | Upload image                                                                                  |
| Hang Es Ravellaret (Pleta ses Cases)                                 | Di tích Khảo cổ học              | Campos                                                | 39°25′47″B 2°57′58″Đ / 39,429789°B 2,966026°Đ | RI-51-0001906       | 10-09-1966           | Upload image                                                                                  |
| Hang s'Alqueria Fosca (Sa Pleta)                                     | Di tích Khảo cổ học              | Campos                                                | 39°24′15″B 3°01′16″Đ / 39,404291°B 3,020988°Đ | RI-51-0001884       | 10-09-1966           | Upload image                                                                                  |
| Hang s'Alqueria Fosca (Ses Talaies)                                  | Di tích Khảo cổ học              | Campos                                                | 39°24′34″B 3°01′02″Đ / 39,409518°B 3,017156°Đ | RI-51-0001885       | 10-09-1966           | Upload image                                                                                  |
| Hang s'Alqueria Rotja (Can Gralla)                                   | Di tích Khảo cổ học              | Campos                                                |                                               | RI-51-0001888       | 10-09-1966           | Upload image                                                                                  |
| Hang s'Alqueria Rotja (Pleta d'en Tabaquer)                          | Di tích Khảo cổ học              | Campos                                                | 39°26′00″B 2°58′45″Đ / 39,433306°B 2,979166°Đ | RI-51-0001887       | 10-09-1966           | Upload image                                                                                  |
| Hang s'Alqueria Rotja (Ses Barreres)                                 | Di tích Khảo cổ học              | Campos                                                | 39°25′39″B 2°59′14″Đ / 39,42754°B 2,987301°Đ  | RI-51-0001886       | 10-09-1966           | Upload image                                                                                  |
| Hang sa Vinyola (Cova sa Marina)                                     | Di tích Khảo cổ học              | Campos                                                |                                               | RI-51-0001965       | 10-09-1966           | Upload image                                                                                  |
| Hang Sa Vinyola (Cova sa Cabana)                                     | Di tích Khảo cổ học              | Campos                                                | 39°23′09″B 2°56′43″Đ / 39,385817°B 2,945146°Đ | RI-51-0001964       | 10-09-1966           | Upload image                                                                                  |
| Hang Sa Vinyola (Cova Nova)                                          | Di tích Khảo cổ học              | Campos                                                |                                               | RI-51-0001963       | 10-09-1966           | Upload image                                                                                  |
| Hang Sa Vinyola (Cova Vella)                                         | Di tích Khảo cổ học              | Campos                                                |                                               | RI-51-0001962       | 10-09-1966           | Upload image                                                                                  |
| Hang Sa Vinyola (Pati ses Cases)                                     | Di tích Khảo cổ học              | Campos                                                | 39°23′36″B 2°56′52″Đ / 39,393288°B 2,947811°Đ | RI-51-0001961       | 10-09-1966           | Upload image                                                                                  |
| Hang ses Comunes (Cova sa Comuna)                                    | Di tích Khảo cổ học              | Campos                                                | 39°26′28″B 3°00′44″Đ / 39,441047°B 3,012283°Đ | RI-51-0001894       | 10-09-1966           | Upload image                                                                                  |
| Hang ses Comunes (Na Llarga n'Oliver)                                | Di tích Khảo cổ học              | Campos                                                |                                               | RI-51-0001896       | 10-09-1966           | Upload image                                                                                  |
| Hang ses Comunes (Son Robat)                                         | Di tích Khảo cổ học              | Campos                                                |                                               | RI-51-0001895       | 10-09-1966           | Upload image                                                                                  |
| Hang Son Amer (Sa Pleta)                                             | Di tích Khảo cổ học              | Campos                                                | 39°22′50″B 3°03′03″Đ / 39,380503°B 3,050705°Đ | RI-51-0001912       | 10-09-1966           | Upload image                                                                                  |
| Hang Son Amer (Ses Cases)                                            | Di tích Khảo cổ học              | Campos                                                |                                               | RI-51-0001911       | 10-09-1966           | Upload image                                                                                  |
| Hang Son Baco (Ses Cases)                                            | Di tích Khảo cổ học              | Campos                                                | 39°22′55″B 3°02′09″Đ / 39,381851°B 3,035727°Đ | RI-51-0001910       | 10-09-1966           | Upload image                                                                                  |
| Hang Son Bardissa (Sa Pleta)                                         | Di tích Khảo cổ học              | Campos                                                | 39°27′14″B 3°02′20″Đ / 39,453755°B 3,038786°Đ | RI-51-0001915       | 10-09-1966           | Upload image                                                                                  |
| Hang Son Bernadinet (Sa Pleta)                                       | Di tích Khảo cổ học              | Campos                                                | 39°27′37″B 3°01′08″Đ / 39,460167°B 3,018785°Đ | RI-51-0001918       | 10-09-1966           | Upload image                                                                                  |
| Hang Son Bardissa (Ses Cases)                                        | Di tích Khảo cổ học              | Campos                                                | 39°27′14″B 3°02′20″Đ / 39,453755°B 3,038786°Đ | RI-51-0001914       | 10-09-1966           | Upload image                                                                                  |
| Hang Son Blanc (Ses Cases)                                           | Di tích Khảo cổ học              | Campos                                                | 39°27′22″B 3°01′54″Đ / 39,4561°B 3,031685°Đ   | RI-51-0001919       | 10-09-1966           | Upload image                                                                                  |
| Hang Son Blanc (Ses Pleta)                                           | Di tích Khảo cổ học              | Campos                                                | 39°27′24″B 3°01′54″Đ / 39,456731°B 3,031686°Đ | RI-51-0001920       | 10-09-1966           | Upload image                                                                                  |
| Hang Son Catlar Nou (Es Mitjà sa Cova)                               | Di tích Khảo cổ học              | Campos                                                | 39°22′47″B 2°58′01″Đ / 39,379608°B 2,966863°Đ | RI-51-0001929       | 10-09-1966           | Upload image                                                                                  |
| Hang Son Ceia                                                        | Di tích Khảo cổ học              | Campos                                                | 39°23′18″B 2°57′39″Đ / 39,388248°B 2,960821°Đ | RI-51-0001928       | 10-09-1966           | Upload image                                                                                  |
| Hang Son Cosmet                                                      | Di tích Khảo cổ học              | Campos                                                | 39°25′23″B 2°59′47″Đ / 39,423035°B 2,996364°Đ | RI-51-0001931       | 10-09-1966           | Upload image                                                                                  |
| Hang Son Cosmet (Cova des Esveits)                                   | Di tích Khảo cổ học              | Campos                                                | 39°24′27″B 3°00′06″Đ / 39,407627°B 3,00158°Đ  | RI-51-0001932       | 10-09-1966           | Upload image                                                                                  |
| Hang Son Vịnh nhỏ (Es Morro)                                         | Di tích Khảo cổ học              | Campos                                                | 39°21′13″B 3°02′07″Đ / 39,353557°B 3,035365°Đ | RI-51-0001933       | 10-09-1966           | Upload image                                                                                  |
| Hang Son Fadrinet                                                    | Di tích Khảo cổ học              | Campos                                                |                                               | RI-51-0001934       | 10-09-1966           | Upload image                                                                                  |
| Hang Son Fadrinet (Cova d'en Francina)                               | Di tích Khảo cổ học              | Campos                                                | 39°26′16″B 3°04′19″Đ / 39,437881°B 3,072°Đ    | RI-51-0001935       | 10-09-1966           | Upload image                                                                                  |
| Hang Son Fullana (Sa Pleta)                                          | Di tích Khảo cổ học              | Campos                                                | 39°24′46″B 3°01′14″Đ / 39,412671°B 3,020514°Đ | RI-51-0001936       | 10-09-1966           | Upload image                                                                                  |
| Hang Son Garau (Ses Pedreres)                                        | Di tích Khảo cổ học              | Campos                                                | 39°27′25″B 3°03′37″Đ / 39,45708°B 3,060164°Đ  | RI-51-0001937       | 10-09-1966           | Upload image                                                                                  |
| Hang Son Ginard (Tanca n'Alou)                                       | Di tích Khảo cổ học              | Campos                                                | 39°25′11″B 3°03′49″Đ / 39,419594°B 3,063698°Đ | RI-51-0001938       | 10-09-1966           | Upload image                                                                                  |
| Hang Son Nicolau (Cova d'en Nadalet)                                 | Di tích Khảo cổ học              | Campos                                                |                                               | RI-51-0001942       | 10-09-1966           | Upload image                                                                                  |
| Hang Son Nicolau (Cova d'en Rei)                                     | Di tích Khảo cổ học              | Campos                                                |                                               | RI-51-0001941       | 10-09-1966           | Upload image                                                                                  |
| Hang Son Nicolau (Sa Pleta)                                          | Di tích Khảo cổ học              | Campos                                                |                                               | RI-51-0001940       | 10-09-1966           | Upload image                                                                                  |
| Hang Son Nofret (Es Sestadors)                                       | Di tích Khảo cổ học              | Campos                                                | 39°27′19″B 2°59′34″Đ / 39,455303°B 2,992642°Đ | RI-51-0001943       | 10-09-1966           | Upload image                                                                                  |
| Hang Son Nofret (Sa Pleta)                                           | Di tích Khảo cổ học              | Campos                                                | 39°27′39″B 2°59′24″Đ / 39,46097°B 2,990085°Đ  | RI-51-0001944       | 10-09-1966           | Upload image                                                                                  |
| Hang Son Roselló (Es Pati ses Cases)                                 | Di tích Khảo cổ học              | Campos                                                | 39°28′00″B 3°03′40″Đ / 39,466541°B 3,061218°Đ | RI-51-0001949       | 10-09-1966           | Upload image                                                                                  |
| Hang Son Rossinyol (Cova des Fum)                                    | Di tích Khảo cổ học              | Campos                                                | 39°27′30″B 3°03′23″Đ / 39,458263°B 3,056341°Đ | RI-51-0001950       | 10-09-1966           | Upload image                                                                                  |
| Hang Son Salom (Cova ses Genetes)                                    | Di tích Khảo cổ học              | Campos                                                |                                               | RI-51-0001953       | 10-09-1966           | Upload image                                                                                  |
| Hang Son Salom (Sa Pleta)                                            | Di tích Khảo cổ học              | Campos                                                |                                               | RI-51-0001951       | 10-09-1966           | Upload image                                                                                  |
| Hang Son Toni Amer (Sa Pleta)                                        | Di tích Khảo cổ học              | Campos                                                | 39°23′38″B 3°02′30″Đ / 39,393923°B 3,041761°Đ | RI-51-0001952       | 10-09-1966           | Upload image                                                                                  |
| Hang Son Vela (Ses Cases)                                            | Di tích Khảo cổ học              | Campos                                                |                                               | RI-51-0001954       | 10-09-1966           | Upload image                                                                                  |
| Hang Son Vic (Son Viquet)                                            | Di tích Khảo cổ học              | Campos                                                | 39°25′41″B 3°04′40″Đ / 39,428047°B 3,077683°Đ | RI-51-0001955       | 10-09-1966           | Upload image                                                                                  |
| Hang Son Xorc (Vịnh nhỏ Ca n'Hereva)                                 | Di tích Khảo cổ học              | Campos                                                | 39°25′53″B 3°04′30″Đ / 39,431391°B 3,07491°Đ  | RI-51-0001956       | 10-09-1966           | Upload image                                                                                  |
| Hang Tháp Marina (Ses Covetes)                                       | Di tích Khảo cổ học              | Campos                                                |                                               | RI-51-0001957       | 10-09-1966           | Upload image                                                                                  |
| Grupo enterramientos Sa Canova (Hort d'en Bet)                       | Di tích Khảo cổ học              | Campos                                                | 39°21′03″B 3°00′54″Đ / 39,350958°B 3,014925°Đ | RI-51-0001892       | 10-09-1966           | Upload image                                                                                  |
| Habitación prehistórica Ravellaret (Pinar des Cuitor)                | Di tích Khảo cổ học              | Campos                                                | 39°25′49″B 2°57′51″Đ / 39,430329°B 2,96405°Đ  | RI-51-0001907       | 10-09-1966           | Upload image                                                                                  |
| Habitaciones prehistóricas Son Perot (Tanca Son Fum)                 | Di tích Khảo cổ học              | Campos                                                | 39°23′59″B 2°58′35″Đ / 39,399614°B 2,976389°Đ | RI-51-0001948       | 10-09-1966           | Upload image                                                                                  |
| Palmer                                                               | Di tích                          | Campos                                                |                                               | RI-51-0008376       | 30-11-1993           | Upload image                                                                                  |
| Nhà thờ và Convento San Francisco Paula hay antiguo Convento Mínimos | Di tích Kiến trúc tôn giáo       | Campos Calle Convento                                 | 39°25′49″B 3°01′11″Đ / 39,430238°B 3,019745°Đ | RI-51-0011554       | 20-09-2005           | Iglesia y Convento de San Francisco de Paula o antiguo Convento de los Mínimos · Upload image |
| Nghĩa địa s'Alqueria Fosca (Can Gallego)                             | Di tích Khảo cổ học              | Campos                                                |                                               | RI-51-0001883       | 10-09-1966           | Upload image                                                                                  |
| Khu dân cư amurallado sa Vinyola (Ses Rotes Velles, Nº 1)            | Di tích Khảo cổ học              | Campos                                                | 39°22′38″B 2°56′45″Đ / 39,377248°B 2,945733°Đ | RI-51-0001958       | 10-09-1966           | Upload image                                                                                  |
| Khu dân cư amurallado sa Vinyola (Ses Rotes Velles, Nº 2)            | Di tích Khảo cổ học              | Campos                                                | 39°22′48″B 2°56′49″Đ / 39,380132°B 2,947008°Đ | RI-51-0001959       | 10-09-1966           | Upload image                                                                                  |
| Khu dân cư Son Catlar (Es Cap Sol)                                   | Di tích Khảo cổ học              | Campos                                                | 39°23′53″B 2°58′49″Đ / 39,397984°B 2,980338°Đ | RI-51-0001921       | 10-09-1966           | Upload image                                                                                  |
| Khu dân cư Son Perot (Pletó Son Cuixa)                               | Di tích Khảo cổ học              | Campos                                                | 39°24′08″B 2°58′32″Đ / 39,402308°B 2,975575°Đ | RI-51-0001947       | 10-09-1966           | Upload image                                                                                  |
| Tàn tích tiền sử Ca n'Estela                                         | Di tích Khảo cổ học              | Campos                                                | 39°22′33″B 2°57′51″Đ / 39,37576°B 2,964078°Đ  | RI-51-0001891       | 10-09-1966           | Upload image                                                                                  |
| Tàn tích tiền sử Can Castella                                        | Di tích Khảo cổ học              | Campos                                                | 39°24′27″B 2°59′11″Đ / 39,407523°B 2,986453°Đ | RI-51-0001889       | 10-09-1966           | Upload image                                                                                  |
| Tàn tích tiền sử Son Bennaser (Ses Serralleres)                      | Di tích Khảo cổ học              | Campos                                                | 39°24′02″B 3°05′16″Đ / 39,400485°B 3,087757°Đ | RI-51-0001916       | 10-09-1966           | Upload image                                                                                  |
| Tàn tích tiền sử Son Bernadí                                         | Di tích Khảo cổ học              | Campos                                                | 39°27′53″B 3°01′01″Đ / 39,464754°B 3,017042°Đ | RI-51-0001917       | 10-09-1966           | Upload image                                                                                  |
| Tàn tích tiền sử sa Vinyola (Ses Rotes Velles, Nº 3)                 | Di tích Khảo cổ học              | Campos                                                | 39°22′50″B 2°56′27″Đ / 39,38058°B 2,940866°Đ  | RI-51-0001960       | 10-09-1966           | Upload image                                                                                  |
| Tàn tích tiền sử Son Catlar Nou (Es Camp Vell)                       | Di tích Khảo cổ học              | Campos                                                | 39°22′51″B 2°57′17″Đ / 39,380857°B 2,954799°Đ | RI-51-0001922       | 10-09-1966           | Upload image                                                                                  |
| Tàn tích tiền sử Son Catlar Nou (Sa Talaia)                          | Di tích Khảo cổ học              | Campos                                                |                                               | RI-51-0001923       | 10-09-1966           | Upload image                                                                                  |
| Tàn tích tiền sử Son Cosmet (S'Estable)                              | Di tích Khảo cổ học              | Campos                                                | 39°25′26″B 2°59′49″Đ / 39,424027°B 2,996933°Đ | RI-51-0001930       | 10-09-1966           | Upload image                                                                                  |
| Tàn tích tiền sử Son Marge Vell                                      | Di tích Khảo cổ học              | Campos                                                | 39°22′19″B 3°01′38″Đ / 39,372032°B 3,027247°Đ | RI-51-0001939       | 10-09-1966           | Upload image                                                                                  |
| Tàn tích tiền sử Son Pau (Pleta d'en Sordo)                          | Di tích Khảo cổ học              | Campos                                                | 39°23′11″B 2°57′29″Đ / 39,386453°B 2,958162°Đ | RI-51-0001946       | 10-09-1966           | Upload image                                                                                  |
| Serra                                                                | Di tích                          | Campos                                                | 39°22′33″B 3°01′30″Đ / 39,375945°B 3,024971°Đ | RI-51-0008385       | 30-11-1993           | Upload image                                                                                  |
| Son Catlar                                                           | Di tích Kiến trúc phòng thủ      | Campos Carretera de Campos a sa Ràpita                | 39°23′34″B 2°58′40″Đ / 39,392873°B 2,977793°Đ | RI-51-0008378       | 30-11-1993           | Son Catlar · Upload image                                                                     |
| Son Cosmet                                                           | Di tích Kiến trúc phòng thủ      | Campos                                                | 39°25′25″B 2°59′50″Đ / 39,423567°B 2,997159°Đ | RI-51-0008379       | 30-11-1993           | Upload image                                                                                  |
| Son Julians                                                          | Di tích Kiến trúc phòng thủ      | Campos                                                |                                               | RI-51-0008380       | 30-11-1993           | Upload image                                                                                  |
| Son Lladó                                                            | Di tích Kiến trúc phòng thủ      | Campos                                                | 39°24′03″B 3°00′32″Đ / 39,40095°B 3,008819°Đ  | RI-51-0008381       | 30-11-1993           | Upload image                                                                                  |
| Son Lladonet                                                         | Di tích Kiến trúc phòng thủ      | Campos                                                | 39°23′56″B 2°59′27″Đ / 39,398984°B 2,990839°Đ | RI-51-0008382       | 30-11-1993           | Upload image                                                                                  |
| Talayote Lloquet                                                     | Di tích Khảo cổ học Talayote     | Campos                                                |                                               | RI-51-0001903       | 10-09-1966           | Upload image                                                                                  |
| Talayote Son Amer (Es Cuitor)                                        | Di tích Khảo cổ học Talayote     | Campos                                                | 39°22′59″B 3°02′08″Đ / 39,383113°B 3,0356°Đ   | RI-51-0001909       | 10-09-1966           | Upload image                                                                                  |
| Talayote Son Oliver (Tanca s'era)                                    | Di tích Khảo cổ học Talayote     | Campos                                                | 39°26′46″B 3°03′23″Đ / 39,446179°B 3,056447°Đ | RI-51-0001945       | 10-09-1966           | Upload image                                                                                  |
| Tháp Catlar                                                          | Di tích Kiến trúc phòng thủ Tháp | Campos Carretera de Campos a sa Ràpita                | 39°23′32″B 2°58′39″Đ / 39,392315°B 2,977501°Đ | RI-51-0008383       | 30-11-1993           | Torre de Catlar · Upload image                                                                |